# Tytusin
Tytusin – wieś w Polsce położona w województwie lubelskim, w powiecie chełmskim, w gminie Chełm. Leży przy drodze krajowej nr 12 , oddalona od Chełma około 10 km. 
W latach 1975–1998 miejscowość administracyjnie należała do ówczesnego województwa chełmskiego. 
Miejscowość jest sołectwem w gminie Chełm. Według Narodowego Spisu Powszechnego Ludności i Mieszkań (III 2011 roku) miała 99 mieszkańców i była 33. co do wielkości miejscowością gminy.
Wierni Kościoła rzymskokatolickiego należą do parafii Chrystusa Pana Zbawiciela w Podgórzu.

## Historia
Według Słownika geograficznego Królestwa Polskiego w wieku XIX folwark Tytusin wchodził w skład dóbr Nowosiółki. W 1853 roku dziedzicem dóbr był Niemirowski, składały one wówczas z folwarków i wsi tegoż nazwiska (Niemirów), a także folwarków Henrysin, Tytusin i Jankowice oraz wsi czynszownych Leonów i Niemirów, jak również z dwóch młynów w Nowosiółkach, sołtystwa Nowosiółki (w Stołpie) i sołtystwa w Krzywej Woli. W 1872 roku założono tu kolonię niemiecką. Koloniści stawiali zabudowania na własnym kawałku gruntu często z dala od drogi. Ze względów komunikacyjnych wytyczano drogi dojazdowe. Tworzyły one charakterystyczną dla tego rodzaju osadnictwa pajęczynę drożną.